# Benno Smytt
Benno Smytt (* 20. September 1898 in Wien; † 22. April 1973 in Wien) war ein österreichischer Schauspieler bei Bühne und Film.

## Leben und Wirken
Smytt erhielt wohl kurz nach dem Ende des Ersten Weltkrieges seine künstlerische Ausbildung und trat am Theater auf. Anschließend ging er nach Wien, wo Benno Smytt im Winter 1923/24 vor die Kamera geholt wurde. Seine ersten Rollen führten ihn an die Seite des damaligen Filmstars Carmen Cartellieri, ein Außendreh zu dem ambitionierten Streifen Die Rache der Pharaonen führte ihn sogar nach Ägypten. 1925 brachte ihn ein Auftritt an die Seite seiner mutmaßlichen Landsleute Pat und Patachon in der Wiener Komödie Zwei Vagabunden im Prater. Das dänische Komikerduo nahm Smytt daraufhin für einen Pat-&-Patachon-Folgefilm mit nach Kopenhagen. Wieder zurück in Wien, beendete Benno Smytt vorübergehend seine Filmkarriere mit einer in Wien gedrehten, deutschen Produktion und wandte sich die kommenden Jahrzehnte überwiegend der Bühne zu.
In der Spielzeit 1926/27 gehörte er dem Freien Theater der Hauptstadt an und wechselte in der folgenden Saison an das Neue Stadttheater im tschechischen Teplitz-Schönau. An dieser deutschsprachigen Bühne konnte er erstmals auch als Regisseur arbeiten. Sein bevorzugtes Genre wurde hier die leichtgewichtige Komödie und das Lustspiel, er führte aber auch bei Stücken der „Neuen Sachlichkeit“ Regie. Smytt-Inszenierungen hießen unter anderem Mädel von heute (Oktober 1928), Ehezirkus (Januar 1929) und Kalkutta, 4. Mai (April 1929) nach der gleichnamigen Vorlage von Lion Feuchtwanger. In der Spielzeit 1929/30 inszenierte er in Teplitz Die Frau des anderen (Hackett), Man trägt wieder Herz (Kranz), Geschäft mit Amerika (Hirschfeld) und Scampolo (Niccomedi), eine Komödie, mit der er im Mai 1930 einen großen Erfolg feiern konnte. Zu seinen bekanntesten Rollen am Neuen Stadttheater zählen  der Mortimer in Friedrich Schillers Maria Stuart, der Leutnant Marrien in Oktobertag (nach Georg Kaiser), der Richard Dudgeon, Titelrolle in G. B. Shaws Der Teufelschüler, der Romeo im Shakespeare-Klassiker Romeo und Julia, der Tellheim in Lessings Minna von Barnhelm, der Liliom im gleichnamigen Stück von Franz Molnar, der Jochen in Zuckmayers Der fröhliche Weinberg, der Appollodorus in Shaws Cäsar und Cleopatra, der junge Piccolomini in Schillers Wallenstein sowie der Mackie Messer in Brecht/Weills Die Dreigroschenoper.
Noch 1930 verließ Benno Smytt die Tschechoslowakei wieder und folgte einem Ruf als Schauspieler für drei Jahre an das Schauspielhaus Zürich. Von 1934 bis zu seinem Tode im Frühjahr 1973 gehörte Benno Smytt ununterbrochen dem Ensemble des Wiener Volkstheaters an; seine künstlerisch fruchtbarste Zeit. Zu der Fülle seiner Rollen zählen beispielsweise 1940 der arme Schlucker in Nestroys Zu ebener Erde und erster Stock, der Morten Kiil in Ibsens Ein Volksfeind (1948), der Melancholenkow in Nestroys Das Haus der Temperamente (1953, in einer aktualisierten Bearbeitung von Helmut Qualtinger) sowie ein Priester in Peer Gynt und der alte Ekdal in Die Wildente, zwei weitere Stücke Henrik Ibsens. Nach dem Zweiten Weltkrieg trat Benno Smytt mit zumeist kleinen Rollen in Kino- und seit den 1960er Jahren auch in Fernsehfilmen auf. Als Mitglied des Volkstheater-Ensembles war er 1962 in der TV-Adaption von Ibsens Die Stützen der Gesellschaft, wo er den Schiffsbaumeister Aune verkörperte, zu sehen. Seine bekannteste Kinorolle war der alte Kaiser Franz-Joseph in der Militär- und Kostümromanze Kaisermanöver von Franz Antel. Benno Smytt erhielt für die Spielzeit 1971/72 den Publikumspreis, der jedes Jahr vom Publikum des Volkstheaters Wien an einen Darsteller des Ensembles verliehen wird.

## Filmografie
- 1924: Das Geheimnis der Schrift
- 1924: Vier Nächte einer schönen Frau
- 1924: Die Puppe des Maharadscha
- 1924: Die Rache der Pharaonen
- 1925: Zwei Vagabunden im Prater
- 1925: Grønkøbings glade gavtyve
- 1926: Küssen ist keine Sünd’
- 1936: Fräulein Lilli
- 1943: Reisebekanntschaft
- 1948: Der prämierte Leberfleck
- 1949: Das Kuckucksei
- 1952: Ich hab’ mich so an dich gewöhnt
- 1954: Perle von Tokay
- 1954: Kaisermanöver
- 1955: Spionage
- 1955: Zwei Herzen und ein Thron
- 1962: Valnocha, der Koch (Fernsehfilm)
- 1962: Stützen der Gesellschaft (Fernsehfilm)
- 1967: Zwei ahnungslose Engel (Fernsehfilm)
- 1969: Glaube, Liebe, Hoffnung (Fernsehfilm)